# Картедж (Індіана)
Картедж (англ. Carthage) — місто (англ. town) в США, в окрузі Раш штату Індіана. Населення — 918 осіб (2020).

## Географія
Картедж розташований за координатами 39°44′12″ пн. ш. 85°34′17″ зх. д. / 39.73667° пн. ш. 85.57139° зх. д. (39.736718, -85.571422).  За даними Бюро перепису населення США в 2010 році місто мало площу 1,51 км², уся площа — суходіл.

## Демографія
Згідно з переписом 2010 року, у місті мешкало 927 осіб у 351 домогосподарстві у складі 251 родини. Густота населення становила 615 осіб/км².  Було 411 помешкання (273/км²).
Расовий склад населення:
| - 98,6 % — білих - 0,2 % — корінних американців - 0,2 % — азіатів |

До двох чи більше рас належало 1,0 %. Частка іспаномовних становила 0,3 % від усіх жителів.
За віковим діапазоном населення розподілялося таким чином: 28,2 % — особи молодші 18 років, 60,0 % — особи у віці 18—64 років, 11,8 % — особи у віці 65 років та старші. Медіана віку мешканця становила 37,3 року. На 100 осіб жіночої статі у місті припадало 99,8 чоловіків;  на 100 жінок у віці від 18 років та старших — 94,7 чоловіків також старших 18 років.
Середній дохід на одне домашнє господарство  становив 41 582 долари США (медіана — 36 382), а середній дохід на одну сім'ю — 43 327 доларів (медіана — 36 667). Медіана доходів становила 35 875 доларів для чоловіків та 32 500 доларів для жінок. За межею бідності перебувало 25,9 % осіб, у тому числі 32,7 % дітей у віці до 18 років та 17,9 % осіб у віці 65 років та старших.
Цивільне працевлаштоване населення становило 320 осіб. Основні галузі зайнятості: виробництво — 21,3 %, будівництво — 13,1 %, мистецтво, розваги та відпочинок — 11,6 %, освіта, охорона здоров'я та соціальна допомога — 11,6 %.